# الهيجة، حجة
الهيجة هي إحدى قرى الجمهورية اليمنية. تتبع جغرافيا لمحافظة حجة وإداريًا لمديرية مستباء. يبلغ تعداد سكانها 1045 نسمة حسب الإحصاء الذي أجري عام 2004.